# Club Balonmano Calpisa
Club Balonmano Calpisa je bivši španjolski rukometni klub iz grada Alicantea. Kroz povijest je nosio nekoliko imena.

## Povijest
Klub je utemeljen 1945. godine. Klub je ugašen 1993. godine.

### Imena
| Ime                      | Sezone        | Uk. sezona |
| ------------------------ | ------------- | ---------- |
| C.D. Obras del Puerto    | 1954. – 1972. | 18         |
| Obras del Puerto Calpisa | 1972. – 1974. | 2          |
| C.B. Calpisa             | 1974. – 1981. | 7          |
| C.B. Calpisa-Hércules    | 1981. – 1982. | 1          |
| C.B. Tecnisa             | 1982. – 1985. | 3          |
| C.B. Tecnisán            | 1985. – 1988. | 3          |
| C.B. Helados Alacant     | 1988. – 1992. | 4          |
| C.B. Alicante-Benidorm   | 1992. – 1993. | 1          |

## Športski uspjesi
- Španjolsko prvenstvo: (4)
  - prvaci:  1974/75., 1975/76., 1976/77. i 1977/78.
  - doprvaci: 1978./79., 1979./80.
  - treći:

- španjolski kup: (5)
  - prvaci:  1974./75., 1975./76.,1976./77.,1979./80., (CB Tecnisán) 1985./86.
  - doprvaci: 1978./79.

- Kup europskih prvaka:
- polufinalisti: 1977./78. (poraz od poljskog Śląska)

- Kup pobjednika kupova:
  - osvajači: 1979./80.
  - finalisti:

- Kup EHF:
- finalisti: 1985./86. (kao CB Tecnisa)

## Poznati igrači
| - Nikola Miloš - Jørgen Gluver - Geir Sveinsson - Kaare Rankeliv - José Perramón - Pitiu Rochel - Gregorio López - Melo - Ignacio Novoa - Víctor García - de Miguel - Mario Hernández - Santos Labaca - Javier Cabanas - Josep Maria Masip | - Miguel Ángel Cascallana - Robert Hedin - Serguei Stupka - Pero Milošević - Radivoj Krivokapić - Ivo Munitić - Časlav Grubić - Božidar Gašpar - Ljubomir Obradović - Dragan Radovanović - Vjekoslav Mitrović - Stojan Šumej - Dragan Mladenović - Veselin Vuković |

## Poznati treneri
- Miguel Roca
- Pitiu Rochel
- José Julio Espina
- Santos Labaca
- César Argilés
- Ivo Munitić

## Vanjske poveznice
- (španjolski) El Calpisa sólo existirá mientras sea el mejor
- (španjolski) Calpisa campeón de la Recopa
- (španjolski) Barcelona, gran favorito; Atlético y Calpisa, aspirantes al título 80-81